# Lijst van nummer 1-hits in de Nederlandse Top 40 in 1982
Deze hits stonden in 1982 op nummer 1 in de Nederlandse Top 40.
| Nummer | Datum        | Artiest                           | Titel                                   |
| ------ | ------------ | --------------------------------- | --------------------------------------- |
|        | 2 januari    | Geen Top 40 verschenen            | Geen Top 40 verschenen                  |
| 265    | 9 januari    | ABBA                              | One of Us                               |
|        | 16 januari   | ABBA                              | One of Us                               |
| 266    | 23 januari   | Drukwerk                          | Je loog tegen mij                       |
|        | 30 januari   | Drukwerk                          | Je loog tegen mij                       |
| 267    | 6 februari   | Ph.D.                             | I Won't Let You Down                    |
|        | 13 februari  | Ph.D.                             | I Won't Let You Down                    |
|        | 20 februari  | Ph.D.                             | I Won't Let You Down                    |
| 268    | 27 februari  | Bucks Fizz                        | The Land of Make Believe                |
|        | 6 maart      | Bucks Fizz                        | The Land of Make Believe                |
| 269    | 13 maart     | Orchestral Manoeuvres in the Dark | Maid of Orleans (The Waltz Joan of Arc) |
|        | 20 maart     | Orchestral Manoeuvres in the Dark | Maid of Orleans (The Waltz Joan of Arc) |
|        | 27 maart     | Orchestral Manoeuvres in the Dark | Maid of Orleans (The Waltz Joan of Arc) |
|        | 3 april      | Orchestral Manoeuvres in the Dark | Maid of Orleans (The Waltz Joan of Arc) |
| 270    | 10 april     | Nova                              | Aurora                                  |
|        | 17 april     | Nova                              | Aurora                                  |
| 271    | 24 april     | Tight Fit                         | The Lion Sleeps Tonight                 |
|        | 1 mei        | Tight Fit                         | The Lion Sleeps Tonight                 |
| 272    | 8 mei        | Joan Jett and the Blackhearts     | I Love Rock'n Roll                      |
| 273    | 15 mei       | Nicole                            | Ein bißchen Frieden / Een beetje vrede  |
|        | 22 mei       | Nicole                            | Ein bißchen Frieden / Een beetje vrede  |
|        | 29 mei       | Nicole                            | Ein bißchen Frieden / Een beetje vrede  |
|        | 5 juni       | Nicole                            | Ein bißchen Frieden / Een beetje vrede  |
| 274    | 12 juni      | Boys Town Gang                    | Can't Take My Eyes Off You              |
|        | 19 juni      | Boys Town Gang                    | Can't Take My Eyes Off You              |
|        | 26 juni      | Boys Town Gang                    | Can't Take My Eyes Off You              |
| 275    | 3 juli       | José                              | I Will Follow Him                       |
| 276    | 10 juli      | June Lodge & Prince Mohammed      | Someone Loves You Honey                 |
|        | 17 juli      | June Lodge & Prince Mohammed      | Someone Loves You Honey                 |
|        | 24 juli      | June Lodge & Prince Mohammed      | Someone Loves You Honey                 |
|        | 31 juli      | June Lodge & Prince Mohammed      | Someone Loves You Honey                 |
|        | 7 augustus   | June Lodge & Prince Mohammed      | Someone Loves You Honey                 |
|        | 14 augustus  | June Lodge & Prince Mohammed      | Someone Loves You Honey                 |
| 277    | 21 augustus  | André van Duin                    | Als je huilt / Bim bam                  |
|        | 28 augustus  | André van Duin                    | Als je huilt / Bim bam                  |
|        | 4 september  | André van Duin                    | Als je huilt / Bim bam                  |
|        | 11 september | André van Duin                    | Als je huilt / Bim bam                  |
| 278    | 18 september | Golden Earring                    | Twilight Zone                           |
|        | 25 september | Golden Earring                    | Twilight Zone                           |
| 279    | 2 oktober    | Dire Straits                      | Private Investigations                  |
|        | 9 oktober    | Dire Straits                      | Private Investigations                  |
|        | 16 oktober   | Dire Straits                      | Private Investigations                  |
|        | 23 oktober   | Dire Straits                      | Private Investigations                  |
| 280    | 30 oktober   | Donna Summer                      | State of Independence                   |
| 281    | 6 november   | Musical Youth                     | Pass the Dutchie                        |
|        | 13 november  | Musical Youth                     | Pass the Dutchie                        |
|        | 20 november  | Musical Youth                     | Pass the Dutchie                        |
|        | 27 november  | Musical Youth                     | Pass the Dutchie                        |
| 282    | 4 december   | Doe Maar                          | De bom                                  |
|        | 11 december  | Doe Maar                          | De bom                                  |
|        | 18 december  | Doe Maar                          | De bom                                  |
|        | 25 december  | Doe Maar                          | De bom                                  |